# Vazetida Algar
Vazetida Algar ist ein osttimoresischer Ort im Suco Leotala (Verwaltungsamt Liquiçá, Gemeinde Liquiçá).
Der Weiler liegt im Norden der Aldeia Hatumasi, nahe der Straße zwischen den Orten Fazenda im Norden und Hatumasi im Süden, in einer Meereshöhe von 1011 m. Eine kleine Straße führt nach Süden zur Fazenda Algarve.